# Nikola Lale Linđo
Nikola Lale zvani Linđo ( Župa dubrovačka, 4. listopada. 1843. - Dubrovnik, 1907.) Legendarni je lijeričar i vođa narodnog plesa (poskočice), a „žario i palio“ je Župom, Dubrovnikom i okolicom krajem 19. st. Koliko je tada bio poznat svjedoči i to da je tradicionalni ples Dubrovačke regije danas poznat kao linđo.
Njegovi potomci i danas žive u Župi. Ta obitelj Lale, koja živi u mjestu Petrači i danas je "među ljudima" znana po nadimku Linđo.

### Povijesni spomeni
Citat iz knjige Josipa Berse - Dubrovačke slike i prilike (V poglavlje, str. 134). Bersa svjedoči proslavi Sv. Vlaha negdje oko 1880. godine te navodi:

"Vrijeme je, da se pođe u kazalište, gdje župska vrtoglava poskočica odmjenjuje bečki valcer i zadržani kadrilj. Na ivici prostorije sjedi Linđo, Župljanin, i udara u lijericu; to je pučki orkestar; lijericu podupire lijevom nogom, dok desnim poplatom lupa po ritmu o pod; udara s potpunim skladom kratak motiv. Pokadkad lijerica umukne, ali Linđo jednakim ritmom bije šakom o svoj strumenat: to mu je obična šala, a ko je nezna, taj misli, da je ples svršio; prevareni plesači stanu, sve se u njima napne, i sad bi se s Linđom iskali, da lijerica ne počne iznova udarati. Sad ko da plesači jedan drugoga hrabre, neka to življe igraju. Igranje unaokolo nastavlja se jednakim žarom; dok na kraju koje od neizbježiva umora, koje iz obzira na drugu čeljad, koja hoće da plešu salonske plesove, lijerica umukne..."
Vlaho Bukovac je u Gradskom kazalištu prikazao Nikolu kako 'udara' u lijericu na lijevoj strani stropa neposredno ispred pozornice.